# Kim Hartman
Kim Hartman (ur. 11 stycznia 1952 w Londynie) – brytyjska aktorka telewizyjna i teatralna. Absolwentka Webber Douglas Academy.
Występowała w teatrach w Kuala Lumpur, Hongkongu, Niemczech, Holandii i USA. Wraz z mężem mają własną wytwórnię filmową – Quinton Arts.
Występowała w roli Helgi w serialu brytyjskim ’Allo ’Allo!.
Aktorka jest żoną Johna Nolana, mają dwoje dzieci – Toma i Mirandę.

## Filmografia
- 1982–1992: ’Allo ’Allo! jako Helga Geerhart
- 1994: ’Allo ’Allo! – wspomnienia jako Helga Geerhart
- 1997: Na sygnale jako Roz Fenton
- 1997: The Brittas Empire jako Laudrup
- 2005–2008: Grange Hill jako pani Rawlinson
- 2017: Dunkierka jako stewardesa

## Role teatralne (wybór)
- Billy Liar jako Rita
- Wiele hałasu o nic jako Margaret
- Hayfever jako Sorrel
- The Cherry Orchard jako Dunnyasha
- Hobson’s Choice jako Alice Hobson
- Jamaica Inn jako Mary Yellen
- Abelard i Heloiza jako Alys